# Alexander Prass
Alexander Prass, född 26 maj 2001 i Hellmonsödt, är en österrikisk fotbollsspelare som spelar för Sturm Graz och Österrikes herrlandslag i fotboll, där han är med i truppen vid fotbolls-EM 2024.